# Reserva biológica marina del Arvoredo

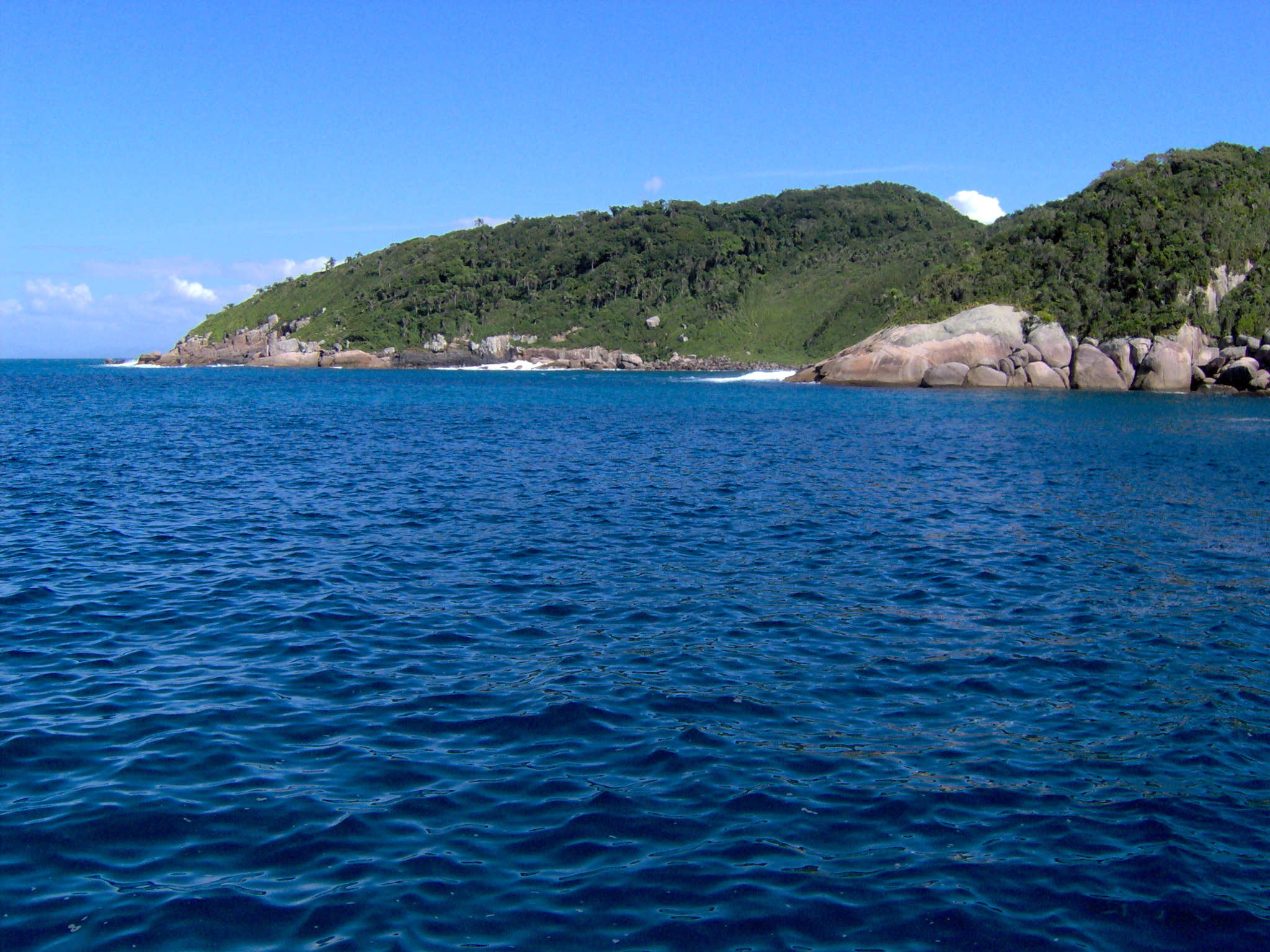
Costa sur de la Isla del Arvoredo.

La Reserva Biológica del Arvoredo (en portugués Reserva Biológica Marinha do Arvoredo) es una zona protegida del litoral sur de Brasil. Está formada por las islas Galés, Arvoredo e Isla Desierta, y el islote Calhau de São Pedro. La Reserva se encuentra en el litoral del estado de Santa Catarina, al oeste de la bahía de Zimbros y al norte de la Isla de Santa Catarina, donde se encuentra Florianópolis, la capital estatal.
La Reserva fue creada en diciembre de 1990, y abarca 17.600 hectáreas, Las islas fueron un destino de buceo tradicional en el sur de Brasil desde la década de 1980, hasta que en el año 2000 esta actividad fue restringida al sur de la Isla del Arvoredo.